# NFL 1977
Die NFL-Saison 1977 war die 58. Saison im American Football in der National Football League (NFL). Die Regular Season begann am 18. September 1977 und endete am 18. Dezember 1977. Die Saison endete mit dem Pro Bowl am 23. Januar im Tampa Stadium in Tampa Bay, Florida.
Es war die letzte Regular Season mit 14 Spielen. Die Regular Season wurde 1978 auf 16 Spiele erweitert, in der Preseason wurde die Anzahl Spiele von 6 auf 4 Spiele reduziert.

## NFL Draft
Der NFL Draft 1977 fand vom 3. bis 4. Mai im Roosevelt Hotel in New York City statt. Der Draft lief über zwölf Runden, in denen 335 Spieler ausgewählt wurden. Mit dem Erstrunden-Pick wählten die Tampa Bay Buccaneers den Runningback Ricky Bell von der University of Southern California.

## Regular Season
Nach ihrem Einführungsjahr wechselten die Tampa Bay Buccaneers aus der AFC West in die NFC Central und die Seattle Seahawks aus der NFC West in die AFC West.
| AFC East             | AFC East | AFC East | AFC East | AFC East | AFC East | AFC East | AFC East | AFC East |
| Team                 | S        | N        | U        | SQ       | P+       | P−       | DIV      | CONF     |
| -------------------- | -------- | -------- | -------- | -------- | -------- | -------- | -------- | -------- |
| Baltimore Colts      | 10       | 4        | 0        | 0,714    | 295      | 221      | 6–2      | 9–3      |
| Miami Dolphins       | 10       | 4        | 0        | 0,714    | 313      | 197      | 6–2      | 8–4      |
| New England Patriots | 9        | 5        | 0        | 0,643    | 278      | 217      | 4–4      | 7–5      |
| New York Jets        | 3        | 11       | 0        | 0,214    | 191      | 300      | 2–6      | 2–10     |
| Buffalo Bills        | 3        | 11       | 0        | 0,214    | 160      | 313      | 2–6      | 2–10     |

| NFC East            | NFC East | NFC East | NFC East | NFC East | NFC East | NFC East | NFC East | NFC East |
| Team                | S        | N        | U        | SQ       | P+       | P−       | DIV      | CONF     |
| ------------------- | -------- | -------- | -------- | -------- | -------- | -------- | -------- | -------- |
| Dallas Cowboys      | 12       | 2        | 0        | 0,857    | 345      | 212      | 7–1      | 11–1     |
| Washington Redskins | 9        | 5        | 0        | 0,643    | 196      | 189      | 4–4      | 8–4      |
| St. Louis Cardinals | 7        | 7        | 0        | 0,500    | 272      | 287      | 4–4      | 7–5      |
| Philadelphia Eagles | 5        | 9        | 0        | 0,357    | 220      | 207      | 2–6      | 4–8      |
| New York Giants     | 5        | 9        | 0        | 0,357    | 181      | 265      | 2–6      | 5–7      |

| AFC Central         | AFC Central | AFC Central | AFC Central | AFC Central | AFC Central | AFC Central | AFC Central | AFC Central |
| Team                | S           | N           | U           | SQ          | P+          | P−          | DIV         | CONF        |
| ------------------- | ----------- | ----------- | ----------- | ----------- | ----------- | ----------- | ----------- | ----------- |
| Pittsburgh Steelers | 9           | 5           | 0           | 0,643       | 276         | 243         | 4–2         | 7–5         |
| Houston Oilers      | 8           | 6           | 0           | 0,571       | 299         | 230         | 3–3         | 6–6         |
| Cincinnati Bengals  | 8           | 6           | 0           | 0,571       | 238         | 235         | 3–3         | 6–5         |
| Cleveland Browns    | 6           | 8           | 0           | 0,429       | 269         | 267         | 2–4         | 5–7         |

| NFC Central          | NFC Central | NFC Central | NFC Central | NFC Central | NFC Central | NFC Central | NFC Central | NFC Central |
| Team                 | S           | N           | U           | SQ          | P+          | P−          | DIV         | CONF        |
| -------------------- | ----------- | ----------- | ----------- | ----------- | ----------- | ----------- | ----------- | ----------- |
| Minnesota Vikings    | 9           | 5           | 0           | 0,643       | 231         | 227         | 6–1         | 8–4         |
| Chicago Bears        | 9           | 5           | 0           | 0,643       | 255         | 253         | 6–1         | 8–4         |
| Detroit Lions        | 6           | 8           | 0           | 0,429       | 183         | 252         | 2–5         | 4–8         |
| Green Bay Packers    | 4           | 10          | 0           | 0,286       | 134         | 219         | 2–5         | 4–7         |
| Tampa Bay Buccaneers | 2           | 12          | 0           | 0,143       | 103         | 223         | 0–4         | 2–11        |

| AFC West           | AFC West | AFC West | AFC West | AFC West | AFC West | AFC West | AFC West | AFC West |
| Team               | S        | N        | U        | SQ       | P+       | P−       | DIV      | CONF     |
| ------------------ | -------- | -------- | -------- | -------- | -------- | -------- | -------- | -------- |
| Denver Broncos     | 12       | 2        | 0        | 0,857    | 274      | 148      | 6–1      | 11–1     |
| Oakland Raiders    | 11       | 3        | 0        | 0,786    | 351      | 230      | 5–2      | 10–2     |
| San Diego Chargers | 7        | 7        | 0        | 0,500    | 222      | 205      | 3–4      | 6–6      |
| Seattle Seahawks   | 5        | 9        | 0        | 0,357    | 282      | 375      | 1–3      | 4–9      |
| Kansas City Chiefs | 2        | 12       | 0        | 0,143    | 225      | 349      | 1–6      | 1–11     |

| NFC West            | NFC West | NFC West | NFC West | NFC West | NFC West | NFC West | NFC West | NFC West |
| Team                | S        | N        | U        | SQ       | P+       | P−       | DIV      | CONF     |
| ------------------- | -------- | -------- | -------- | -------- | -------- | -------- | -------- | -------- |
| Los Angeles Rams    | 10       | 4        | 0        | 0,741    | 302      | 146      | 4–2      | 8–4      |
| Atlanta Falcons     | 7        | 7        | 0        | 0,500    | 179      | 129      | 2–2      | 7–5      |
| San Francisco 49ers | 5        | 9        | 0        | 0,357    | 220      | 260      | 3–3      | 5–7      |
| New Orleans Saints  | 3        | 11       | 0        | 0,214    | 232      | 336      | 2–4      | 3–9      |

 Divisionssieger 0
 Wildcard

Quellen: nfl.com, pro-football-reference.com
Division Tie-Breaker
- Baltimore beendete die Saison vor Miami in der AFC East aufgrund ihrer besseren Conference-Bilanz (9–3 gegenüber 8–4 von Miami).
- Die New York Jets beendete die Saison vor Buffalo in der AFC East aufgrund ihrer besseren Punktedifferenz (ein Punkt) in den beiden gemeinsamen Partien (35:34 für New York).
- Houston beendete die Saison vor Cincinnati in der AFC Central aufgrund ihrer besseren Punktedifferenz (zwei Punkte) in den beiden gemeinsamen Partien (31:29 für Houston).
- Minnesota beendete die Saison vor Chicago in der NFC Central aufgrund ihrer besseren Punktedifferenz (drei Punkte) in den beiden gemeinsamen Partien (29:26 für Minnesota).
- Philadelphia beendeten die Saison vor den New York Giants in der NFC East aufgrund ihrer zwei direkten Siege.

## Play-offs

### Setzliste
| AFC  | AFC                 | AFC            | AFC    |
| Rang | Team                | Division       | Bilanz |
| ---- | ------------------- | -------------- | ------ |
| 1    | Denver Broncos      | Sieger West    | 12–2   |
| 2    | Baltimore Colts     | Sieger East    | 10–4   |
| 3    | Pittsburgh Steelers | Sieger Central | 09–5   |
| 4    | Oakland Raiders     | West           | 11–3   |

| NFC  | NFC                 | NFC            | NFC    |
| Rang | Team                | Division       | Bilanz |
| ---- | ------------------- | -------------- | ------ |
| 1    | Dallas Cowboys      | Sieger East    | 12–2   |
| 2    | Los Angeles Rams    | Sieger West    | 10–4   |
| 3    | Minnesota Vikings   | Sieger Central | 09–5   |
| 4    | Chicago Bears       | Central        | 09–5   |
| –    | Washington Redskins | East           | 09–5   |

 Tie Breaker

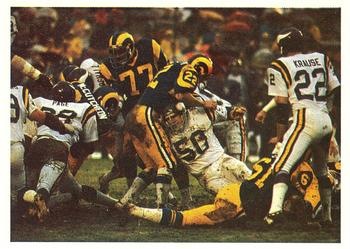
Minnesota Vikings Defensive Tackle Alan Page greift Los Angeles Rams Runningback Lawrence McCutcheon (links) im 1977 NFC Divisional Playoff Game am 26. Dezember 1977 an.

- Chicago konnte sich den NFC Wild Card Platz vor Washington aufgrund ihrer besseren Punkteverhältnisse in ihren Conferencespielen sichern (+48 zu +4 von Washington).

### Turnierbaum
Das Spiel zwischen den Los Angeles Rams und den Minnesota Vikings wird auf Grund eines starken Regensturmes als „Mud Bowl“ bezeichnet.
|  | Divisional Playoffs                   | Divisional Playoffs       | Divisional Playoffs |                                  |                  | Conf. Championship Games | Conf. Championship Games | Conf. Championship Games |  |  | Super Bowl XII | Super Bowl XII | Super Bowl XII |
|  |                                       |                           |                     |                                  |                  |                          |                          |                          |  |  |                |                |                |
|  | 24. Dezember – Mile High Stadium      |                           |                     |                                  |                  |                          |                          |                          |  |  |                |                |                |
|  |                                       |                           |                     |                                  |                  |                          |                          |                          |  |  |                |                |                |
|  | 1*                                    | Denver Broncos            | 34                  |                                  |                  |                          |                          |                          |  |  |                |                |                |
|  | 1*                                    | Denver Broncos            | 34                  | 1. Januar – Mile High Stadium    |                  |                          |                          |                          |  |  |                |                |                |
|  | 3                                     | Pittsburgh Steelers       | 21                  |                                  |                  |                          |                          |                          |  |  |                |                |                |
|  | 3                                     | Pittsburgh Steelers       | 21                  | 1                                | Denver Broncos   | 20                       |                          |                          |  |  |                |                |                |
|  | 24. Dezember – Memorial Stadium       |                           |                     | 1                                | Denver Broncos   | 20                       |                          |                          |  |  |                |                |                |
|  |                                       | 4                         | Oakland Raiders     | 17                               |                  |                          |                          |                          |  |  |                |                |                |
|  | 2*                                    | 4                         | Oakland Raiders     | 17                               | Baltimore Colts  | 31                       |                          |                          |  |  |                |                |                |
|  | 2*                                    |                           |                     | 15. Januar – Louisiana Superdome | Baltimore Colts  | 31                       |                          |                          |  |  |                |                |                |
|  | 4                                     | Oakland Raiders (2OT)     | 37                  |                                  |                  |                          |                          |                          |  |  |                |                |                |
|  | 4                                     | Oakland Raiders (2OT)     | 37                  | A1                               | Denver Broncos   | 10                       |                          |                          |  |  |                |                |                |
|  | 26. Dezember – Texas Stadium          |                           |                     | A1                               | Denver Broncos   | 10                       |                          |                          |  |  |                |                |                |
|  |                                       | N1                        | Dallas Cowboys      | 27                               |                  |                          |                          |                          |  |  |                |                |                |
|  | 1                                     | N1                        | Dallas Cowboys      | 27                               | Dallas Cowboys   | 37                       |                          |                          |  |  |                |                |                |
|  | 1                                     | 1. Januar – Texas Stadium |                     |                                  | Dallas Cowboys   | 37                       |                          |                          |  |  |                |                |                |
|  | 4                                     | Chicago Bears             | 7                   |                                  |                  |                          |                          |                          |  |  |                |                |                |
|  | 4                                     | Chicago Bears             | 7                   | 1                                | Dallas Cowboys   | 23                       |                          |                          |  |  |                |                |                |
|  | 26. Dezember – L.A. Memorial Coliseum |                           |                     | 1                                | Dallas Cowboys   | 23                       |                          |                          |  |  |                |                |                |
|  |                                       | 3                         | Minnesota Vikings   | 6                                |                  |                          |                          |                          |  |  |                |                |                |
|  | 2                                     | 3                         | Minnesota Vikings   | 6                                | Los Angeles Rams | 7                        |                          |                          |  |  |                |                |                |
|  | 2                                     |                           |                     |                                  | Los Angeles Rams | 7                        |                          |                          |  |  |                |                |                |
|  | 3                                     | Minnesota Vikings         | 14                  |                                  |                  |                          |                          |                          |  |  |                |                |                |
|  | 3                                     | Minnesota Vikings         | 14                  |                                  |                  |                          |                          |                          |  |  |                |                |                |

## Super Bowl XII
Der 12. Super Bowl fand am 15. Januar 1978 im Louisiana Superdome in New Orleans, Louisiana statt.
Im Finale trafen die Dallas Cowboys auf die Denver Broncos, die Dallas Cowboys gewannen ihren zweiten Super Bowl.
- (*) Die Denver Broncos (in der AFC auf Platz 1 gesetzt) spielten in der Divisional-Playoff-Runde nicht gegen die Oakland Raiders (auf Platz 4 gesetzt), da beide Teams in derselben Division spielten.

## Auszeichnungen
| Most Valuable Player            | Walter Payton, Runningback, Chicago Bears                                                  |
| Coach of the Year               | Red Miller, Denver Broncos                                                                 |
| Offensive Player of the Year    | Walter Payton, Runningback, Chicago Bears                                                  |
| Defensive Player of the Year    | Harvey Martin, Defensive End, Dallas Cowboys                                               |
| Offensive Rookie of the Year    | Tony Dorsett, Runningback, Dallas Cowboys                                                  |
| Defensive Rookie of the Year    | A. J. Duhe, Defensive End, Miami Dolphins                                                  |
| Comeback Player of the Year     | Craig Morton, Quarterback, Denver Broncos                                                  |
| Man of the Year                 | Walter Payton, Runningback, Chicago Bears                                                  |
| Super Bowl Most Valuable Player | Randy White, Defensive Tackle, Dallas Cowboys Harvey Martin, Defensive End, Dallas Cowboys |